# Операція «Іксес»
Операція «Іксес» (англ. Operation Excess) — низка транспортних конвоїв, яка проводилася силами Королівського військово-морського флоту Великої Британії під час битви на Середземному морі. Операція отримала кодове найменування «Іксес» для західної частини переходу та MC.4 для східної і мала за мету доставку важливих вантажів на Мальту, до Александрії, і Греції, а також повернення суден з обложеної Мальти до Гібралтару.

### ОпераціяExcess

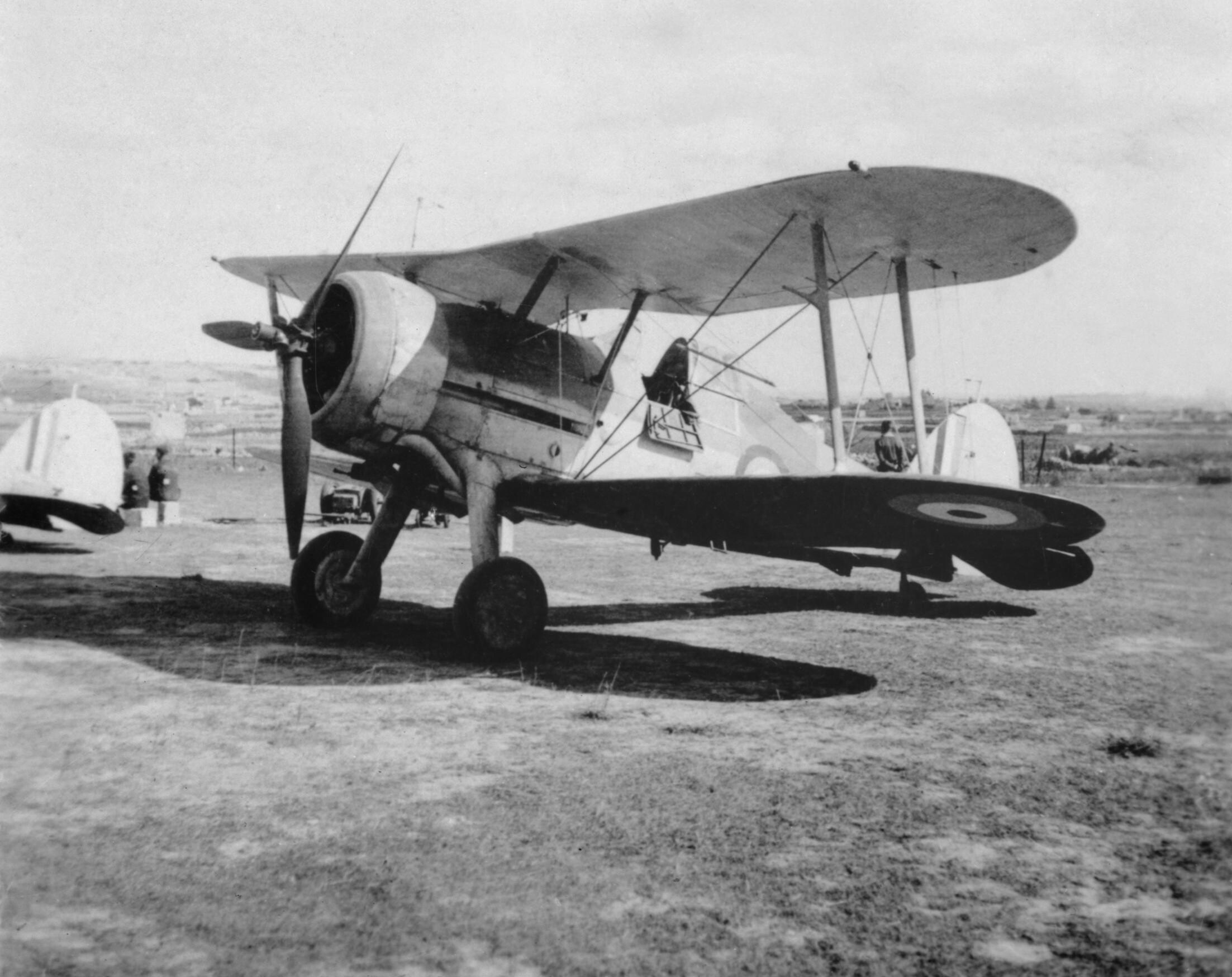
Британський торпедоносець Gloster Sea Gladiator на мальтійському аеродромі. Вересень 1940

Невдовзі після Нового 1941 року британці організували перший комплексний конвой, який мав завдання щодо переходу серії транспортних конвоїв, як з Александрії, так і з Гібралтару, а також повернення суден з обложеної Мальти. Середземноморський флот прикривав перехід одного швидкохідного судна на Мальту, тоді як з Мальти в зворотньому напрямку вийшли транзитні швидкохідний і тихохідний конвої до Східного Середземномор'я і два конвою, що прямували в Егейське море. Операція отримала найменування «Нестриманість» (англ. Excess) для західної частини переходу та MC.4 для східної.
Обґрунтуванням для проведення такої складної операції був успіх попередніх операцій 1940 року, які на погляд британського керівництва, наочно продемонстрували, що прохід по усій акваторії Середземного моря можливий; але, на жаль новий чинник не був взятий до уваги — ВПС Німеччини. У той час, як успіх Іксесу був вочевидь, і усі торговельні судна завершили проходження маршрутів неушкодженими, ціна цього заходу для Середземноморського флоту була надзвичайно високою. Результати операції пролунали тривожним сигналом, що проведення подібних операцій у майбутньому не повинне повторюватися, доки не зміниться обстановка в Північній Африці і британські ВПС не завоюють перевагу в повітрі в центральній частині Середземного моря. Варто відмітити, що такі обставини не були утворені протягом ще двох років.
6 січня 1941 З'єднання «B» у складі крейсерів «Глостер» і «Саутгемптон», у супроводі есмінців «Айлекс» і «Джейнес», вийшли з Александрії на Мальту. На борту вищезазначеного конвою знаходилися армійські частини і персонал RAF для посилення гарнізону Мальти. 8 січня після висадки і розвантаження в пункті призначення, ці кораблі вийшли й приєдналися до конвою Excess, як це планувалося раніше.
Перед світанком 7 січня 1941 з Александрії вийшли основні сили флоту у складі: лінкори «Валіант» і «Воспайт», авіаносець «Іластріас» і 7 есмінців: «Дейнті», «Галант», «Грейхаунд», «Гріфін», «Джервіс», «Мохок», «Нубіан» і попрямували до бухти Суда. О 12:30 8 січня кораблі прибули до пункту призначення, розвантажилися, паралельно есмінці дозаправилися, і о 14:00 знову вийшли в море в супроводі австралійських крейсера «Сідней» і есмінця «Стюарт», які відокремилися від основних сил флоту після полудня 9 січня і попрямували до Александрії. Флот продовжив виконання операції, вирушивши до пункту зустрічі з конвоєм Excess, для подальшого супроводження Мальтійських конвоїв, що діяли в східній частині Середземного моря.

#### Операція «Іксес»
О 16:00 6 січня конвой «Іксес», що висувався з Британських островів, пройшов контрольну точку західніше Гібралтару. Цей конвой складався з 4 суден: Clan Cumming, Clan Fraser, Empire Song і Essex, й супроводжувався крейсером «Бонавентуре» і есмінцями «Дункан», «Гейсті», «Геревард» і «Гіроу». З цих суден три прямували транзитом до грецького Пірея, а на Мальту йшов тільки траспортник Essex з вантажем: 4 000 тонн боєприпасів, 12 винищувачів Hawker Hurricane і 3 000 тонн насіннєвої картоплі для жителів острова.
Після настання темряви, конвой потай пройшов поздовж африканського берега, щоб уникнути виявлення його іноземними агентами, які розташовувалися по всьому узбережжю. Незабаром охорона, яка вела судна з вихідного пункту, розгорнулася у зворотньому напрямку, за виключенням крейсера «Бонавентуре», а в ролі прикриття конвою продовжувало діяти З'єднання «H».
Наступного дня лінкор «Малайя» з есмінцями «Файрдрейк» і «Ягуар» посилили конвой, утворивши його безпосередню охорону. З'єднання «H» продовжувало рух попереду по курсу і північніше, як далеке прикриття. 9 січня з борту авіаносця «Арк Роял» злетіло п'ять торпедоносців-бомбардувальників Swordfish для посилення авіації Мальти.
Уранці 9 січня 1941 був встановлений контакт з Середземноморським флотом, коли крейсери «Глостер», «Саутгемптон» і есмінець «Айлекс» приєдналися до конвою. З'єднання «H», за винятком «Бонавентуре» і «Ягуар», які повинні був піти на Мальту, того ж дня незадовго до сутінок відокремилося і попрямувало на захід.
О 7:20 10 січня, попереду конвою були помічені два італійських міноносця: «Чірче» і «Вега». «Ягуар» та «Бонавентуре», який трохи відстав, пішли на перехоплення. На світанку відбувся бій. Після величезної витрати боєприпасів (тільки крейсер «Бонавентуре» витратив шістсот 133-мм снарядів), приблизно через сорок хвилин бою міноносець «Вега» втратив хід, і потім був потоплений есмінцем «Херевард». Другий італійський міноносець відступив. Британські кораблі повернулися до інших кораблів ескорту.
Конвой і ескорт, котрий підсилювався крейсерами, зустрілися невдовзі після бою з основними силами Середземноморського флоту, разом з якими і пройшли Сицилійську протоку. Під час подолання протоки есмінець «Галант» підірвався на мінному полі і втратив носову частину. Його необхідно було відбуксирувати на Мальту, для чого виділили бойові кораблі «Бонавентуре», «Гріфін» і «Мохок». 11 січня ці кораблі без подій досягли Мальти, зустрівшись на острові з суховантажем Essex, який прибув самостійно в супроводі есмінця «Хіроу» в другій половині дня 10 січня.

#### КонвойMW-5 ½
О 14:00 7 січня в супроводі крейсера ППО «Калькутта» і есмінців «Дефенде» і «Даймонд» з порту Александрії вийшов конвой MW-5 ½, який складався з військового транспорту Breconshire і судна Clan Macaulay. О 08:00 10 січня, не піддавшись атакам, група безперешкодно прибула на Мальту. На всьому шляху проходження конвою паралельно забезпечувався захист силами британського Середземноморського флоту.

#### КонвойME-5 ½
10 січня 1941, відразу ж після прибуття конвою MW-5 ½, з Мальти вийшов конвой ME-5 ½, сформований з двох порожніх суден: Lanarkshire і Waiwera, у супроводі крейсера ППО «Калькутта» і есмінця «Даймонд». «Калькутта» майже негайно відокремилася, щоб приєднатися до конвою «Іксес». Конвой ME-5 ½ продовжив рух, щоб наступного дня приєднатися до конвою ME-6. Він залишався з ним до ранку 12 січня, коли південніше Криту відокремився, і 13 січня прибув до Александрії.

#### КонвойME-6
Того ж дня з Мальти вийшов конвой ME-6, який включав тихохідні вантажні судна Devis, Hoegh Hood, Rodi, Trocas, Volo і танкери Plumleaf і Pontfield, під охороною трьох корветів: Hyacinth, Peony, Salvia. За планом, крейсери «Глостер», «Саутгемптон» і есмінець «Даймонд» повинні були приєднатися до цього конвою, але обставини заважили цьому. Уранці 10 січня крейсери «Аякс», «Орайон», HMAS «Перт» і «Йорк», що вийшли з бухти Суда, зустріли конвой і приєдналися до нього, посиливши його охорону. Вже опівдні крейсер «Аякс» знову відокремився. У сутінках також відокремилися «Орайон» і HMAS «Перт», залишаючи на захисті конвою тільки «Йорк»; корвети також пішли до бухти Суда. Есмінець «Нубіан» приєднався до конвою о 08:00 12 січня, змінивши «Йорк», який залишив конвой в 10:00 того ж дня. Конвой без втрат прибув до Александрії 13 січня.

#### Повітряна атака на флот
Італійське командування, по суті, не вживало заходів щодо запобігання переходів ворожих конвоїв акваторією Середземного моря. Королівський флот практично не залишав своїх баз. І тому було прийнято рішення завдати раптового та максимального удару силами повітряного компоненту. Виходячи з міркувань, що виведенням зі строю в складі конвоїв основних бойових кораблів, подальше знищення супроводжуваних суден значно полегшується. Більш того, на відміну від попередніх атак, які проводилися італійським військово-морським флотом і військово-повітряними силами, ці, найбільш руйнівні за наслідками нальоти, були проведені в основному авіацією Люфтваффе. Масована атака розпочалася практично негайно після того, як конвої залишили Мальту. Спочатку основний удар був націлений на великі кораблі Флоту, пізніше атакуючі перекинулися на крейсери.
Відразу пополудні 10 січня 1940, битва почалася атакою італійських торпедоносців, від якої кораблі ухилилися. Незабаром підлетіло велике з'єднання німецьких пікіруючих бомбардувальників і провело дуже вмілу атаку виключно на авіаносець «Іластріас». Шістьма прямими влученнями і трьома близькими розривами авіаносець був виведений з ладу, і на ньому почалися серйозні пожежі. На авіаносці була приведена в непридатність польотна палуба, виведена з ладу половина озброєння та пошкоджено управління. Керуючи машинами, авіаносець залишив конвой і пішов на Мальту у супроводі есмінців «Хейсті» і «Ягуар», по дорозі він знову піддався атакам, цього разу безуспішним. Незабаром після 22:00 10 січня авіаносець нарешті встав на якір у бухті Мальти, хоча пожежі не були погашені на ньому до 03:00 11 січня. Втрати екіпажу складали 126 осіб загиблими і 91 пораненими.
Наступний удар був завданий по основних силах флоту в 17:00 і зосереджений на лінкорі «Валіант», але марно. Проте, наступного дня пікіруючі бомбардувальники повернулися, вибравши цього разу своєю ціллю крейсери. «Глостер» був вражений бомбою, яка не вибухнула, але «Саутгемптон» отримав три прямих влучення, які викликали великі пожежі. Хоча при гасінні пожеж спочатку був досягнутий певний успіх, боротьба за живучість не дала результату; корабель був покинутий, і ввечері затоплений торпедами крейсерів «Глостер» і «Орайон». Втрати «Глостер» склали 9 убитих і 14 поранених, «Саутгемптон» втратив 80 загиблими та 87 пораненими.

## Складові частини конвою
- Конвой MC 4: чотири вантажних судна з Гібралтару. Clan Cumming, Clan MacDonald і Empire Song здійснювали перевезення техніки, призначеної для Британського експедиційного корпусу до Пірея, в той час, як транпортне судно Essex перевозило 3 000 тонн насіння картоплі, 4 000 тонн боєприпасів і 12 ящиків з розібраними винищувачами Hawker Hurricane для Мальти.
- Конвой MW 5: два суховантажні судна (Breconshire та Clan Macaulay) з Александрії до Мальти.
- Конвой ME 6: дев'ять порожніх транспортних суден з Мальти до Александрії.
- З'єднання A: лінкори HMS «Валіант» і «Воспайт», авіаносець «Іластріас», 7 есмінців: «Дейнті», «Галант», «Грейхаунд», «Гріфін», «Джервіс», «Мохок», «Нубіан»: ескорт з Александрії до Мальти для забезпечення прикриття конвоїв MC 4, MW 5 та ME 6 східніше банки Скеркі (англ. Skerki Banks).
- З'єднання B: крейсери HMS «Глостер», «Саутгемптон» та 2 есмінці «Айлекс» і «Джейнес»: перевезення 500 солдат та персоналу ВПС з акваторії Егейського моря до Мальти, в подальшому об'єднання з конвоєм MC 4 після висадки поповнення на острові.
- З'єднання C: ескортні сили конвою MW 5, що складалися з крейсера HMS «Калькутта» та есмінців «Дефенде» і «Даймонд».
- З'єднання D: крейсери «Оріон» і «Йорк» прямували з Александрії з 4 корветами «Піоні», «Салвіа», «Глоксініа», «Гайоцинт» для супроводу допоміжного військового судна-танкера Brambleleaf; далі з'єдналися з крейсерами «Аякс» і HMAS «Перт», які прямували з бухти Суда.
- З'єднання F: перевезення у складі конвою MC 4 400 солдат та персоналу Королівських ВПС на Мальту під охороною ескорту: крейсер HMS «Бонавентуре» та 4 есмінці «Ягуар», HMS «Хіроу», «Хейсті» і «Херевард».
- З'єднання H: прикриття конвою MC 4 від Гібралтару до банки Скеркі авіаносцем HMS «Арк Роял»[2], лінкором «Малайя», лінійним крейсером «Рінаун», легким крейсером «Шеффілд», есмінцями «Фокнор», «Форестер», «Фьюрі», «Форчун» і «Файрдрейк».

## Карта операції
|  |